# Gymnorhamphichthys rosamariae
Espèce
Gymnorhamphichthys rosamariae est une espèce de poissons de la famille des Rhamphichthyidae.

## Distribution
Cette espèce est endémique du Brésil, elle se rencontre dans le bassin du rio Negro.

## Description
C'est un Poisson électrique.

## Publication originale
- Schwassmann, 1989 : Gymnorhamphichthys rosamariae, a new species of knifefish (Rhamphichthyidae, Gymnotiformes) from the upper Rio Negro, Brazil. Studies on Neotropical Fauna and Environment, vol. 24, n. 3, p. 157-167.